# Russellville (Arkansas)
|  | Dieser Artikel wurde aufgrund von inhaltlichen Mängeln auf der Qualitätssicherungsseite des Projektes USA eingetragen. Hilf mit, die Qualität dieses Artikels auf ein akzeptables Niveau zu bringen, und beteilige dich an der Diskussion! Eine nähere Beschreibung der zu behebenden Mängel fehlt. |

Russellville ist eine Stadt im Pope County im US-amerikanischen Bundesstaat Arkansas mit 28.940 Einwohnern (Stand: 2020) und ist Sitz der County-Verwaltung (County Seat). Das Stadtgebiet hat eine Größe von 67,2 km².
In Russelville befindet sich die Arkansas Tech University sowie das Kernkraftwerk Arkansas One.

## Söhne und Töchter der Stadt
- Scott Bradley (1891–1977), Komponist, Pianist und Dirigent
- Marcus Rhode (* 1972), Boxer
- Bill Scarlett (1929–2011), Jazzmusiker und Hochschullehrer
- Steve Womack (* 1957), Politiker